# Ashwa sanchalanasana

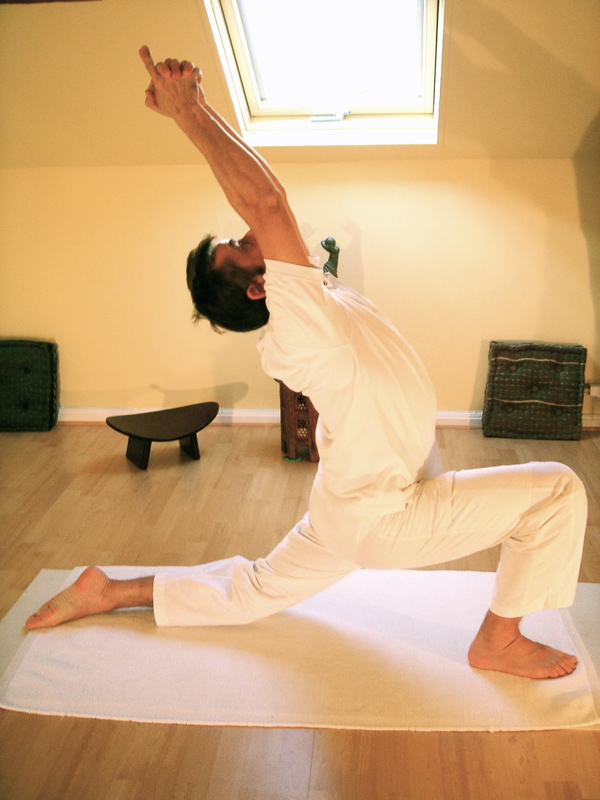
Ashwa sanchalanasana con ginocchio a terra

Ashwa sanchalanasana ovvero posizione equestre, è una posizione di Hatha Yoga. Deriva dal sanscrito "ashwa" che significa "cavallo", "sanchalana" che significa "moto" e "āsana" che significa "posizione".

## Scopo della posizione
La posizione ha lo scopo di allungare le gambe ed estendere la schiena. Crea benefici alla colonna vertebrale, distendendola.

## Posizione
Partendo dalla posizione in piedi, spostare la gamba destra in avanti e, mantenendo la pianta del piede ben a terra, piegare il ginocchio destro fino a far aderire la coscia al polpaccio. Nel frattempo la gamba sinistra si estende all'indietro rimanendo dritta e il piede appoggiato sulle dita. La spalle vengono tese indietro, le braccia sono distese verso il basso e le mani appoggiano a terra ai fianchi del piede destro. Il collo è mantenuto in linea con la spina dorsale.
Ripetere la posizione invertendo le gambe, con la destra allungata indietro e la sinistra piegata in avanti.
Una variazione a questa posizione è possibile portando la gamba estesa all'indietro porta il ginocchio a terra, le mani vengono staccate dal suolo e unite con i pollici ed indici paralleli e le altre dita incrociate, le braccia vengono portate all'indietro oltre la testa inarcando la schiena.